# 신좌섭
신좌섭(1959년 ~ 2024년 3월 30일)은 대한민국의 교육인이다.

## 학력
- 서울대학교 의학 학사
- 서울대학교 대학원 의학 석사
- 한양대학교 대학원 교육공학 박사

## 약력
- 서울대학교 의과대학 의학교육연수원 원장
- 짚풀생활사박물관 관장
- 한국퍼실리테이터협회 인증전문퍼실리테이터
- 서울대학교 의과대학 의학교육학교실 주임교수
- 서울대학교 의과대학 의학교육연수원 부원장
- 세계보건기구(WHO) 교육개발협력센터장
- 국제퍼실리테이터협회 인증전문퍼실리테이터
- 서던일리노이대학교 교환교수
- 한국의학교육학회 학술부장
- 한국의과대학의학전문대학원협회 전문위원장
- 서울대학교 의과대학 의학교육연수원 연수부장

## 수상 내역
- 2012 이종욱 펠로우십 5주년 기념 포럼 보건복지부장관 표창
- 2017 문화체육관광부장관 표창
- 2017 한국의과대학의학전문대학원협회 의학교육혁신상
- 2017 몽골 보건부 장관 공훈 훈장
- 2018 보건복지부장관 표창
- 2019 교육부문 서울대학교 학술연구교육상

## 저서
- 네 이름은 지운다